# Спилмен, Дэниел
Дэниел Алан Спилмен (англ. Daniel Alan Spielman; род. 1970, Филадельфия, Пенсильвания) — американский математик, с 2006 года работает преподавателем прикладной математики и информатики в Йельском университете. В октябре 2012 года получил стипендию Мак-Артура.

## Биография
Дэниел Спилмен родился в Филадельфии в семье адвоката Алана Спилмана и логопеда Кэрол Энн Спилман (урождённой Гольдман); учился в Филадельфийской школе, Епископальной академии и Школу Джермантауна. Он получил степень бакалавра искусств по математике и информатике в Йельском университете в 1992 году и PhD по прикладной математике в Массачусетском технологическом институте в 1995 году (его диссертация называлась «Вычислительные эффективные коды коррекции ошибок и голографические доказательства»). Преподавал на факультете прикладной математики в МТИ с 1996 по 2005 годы.

## Научная деятельность
В 2008 году его наградили Премией Гёделя за работу над сглаженным анализом алгоритмов.
2009 год — Премия Фалкерсона.
В 2010 году был награждён Премией Неванлинны за «сглаженный анализ линейного программирования алгоритмов, графических кодов и приложений к теории графов численным вычислениям», в том же году он стал членом Ассоциации вычислительной техники.
В 2012 он занимался исследованиями в Научно-исследовательском центре имени Саймона, ему в течение пяти лет предоставлялось более 660 тысяч долларов США для исследований в качестве его интереса.
В 2013 году вместе с Адамом Маркусом и Нихилом Шриваставой он решил проблему Кадисона–Зингера, получив за это премию Пойи в 2014 году.
Он выступил с пленарной лекцией на Международном конгрессе математиков в 2010 году.
В 2017 году его избрали в Национальную академию наук США.